# 옥산초등학교 (상주시)
옥산초등학교는 대한민국 경상북도 상주시 공성면 평천리에 있는 공립 초등학교이다.

## 학교 연혁
- 1920년 12월 3일 옥산공립보통학교 개교
- 1982년 3월 1일 병설유치원 개원
- 1984년 3월 1일 특수학급 1학급 개설
- 1997년 3월 1일 인성분교장 폐교 -> 본교 통합
- 1998년 3월 1일 공서초등학교 성문분교장 폐교 -> 본교 통합
- 2020.12.03 개교 100주년
- 2022.09.01 제31대 김종중 교장 취임
- 2023.12.29 제99회 졸업(10명, 졸업생 총 10,872명)
- 2024.03.01 초등학교 7학급, 유치원 1학급 편성

## 참고 자료
- 옥산초등학교 - 한국교육학술정보원 학교알리미